# Elsaß-Lothringische A 18
Die Fahrzeuge der Gattung S 5 waren Schnellzuglokomotiven der Reichseisenbahnen in Elsaß-Lothringen. Die Maschinen liefen anfangs unter der Bezeichnung A 18.
Die Fahrzeuge lösten die Elsaß-Lothringische S 3 ab, welche den Anforderungen nicht mehr gerecht wurde. Die Maschinen waren mit der preußischen S 5.1 der Bauart de Glehn weitgehend baugleich. Durch die De-Glehn-Bauart mit Vierzylinder-Verbundtriebwerk und Antrieb auf zwei Achsen wurden Versteifungen aus Gussstahl im Rahmen notwendig, was den Zugang zum Innentriebwerk erschwerte. Das Grafenstaden-Drehgestell hatte einen Außenrahmen. Äußerlich unterschieden sie sich durch einen etwas größeren Sandkasten auf dem dritten Kesselschuss und die Zusammenfassung von Sicherheitsventil und Pfeife unter einer gemeinsamen Ummantelung auf dem Stehkessel von den preußischen Lokomotiven. Letztere hatten sie mit der Versuchslokomotive Berlin 37 von 1894 gemein. 34 der Lokomotiven besaßen 104 Serve-Heizrohre mit 65 mm Innendurchmesser, während die anderen 20 wie die preußischen Lokomotiven 226 glatte Heizrohre mit 41 mm Innendurchmesser hatten. Der Kesseldruck lag mit 15 bar um 1 bar höher als bei den preußischen Lokomotiven. Die Kesselmitte lag bei 2.440 mm über Schienenoberkante. Verglichen mit ähnlichen französischen Lokomotiven besaßen sie einen sehr geräumig ausgestatteten Führerstand mit einem Klappsitz für den Lokomotivführer.
Im Gegensatz zu den Preußischen Staatseisenbahnen war die Reichseisenbahn mit den Lokomotiven zufrieden, so dass von 1902 bis 1904 insgesamt 50 Lokomotiven von Grafenstaden bezogen wurden. Sie erhielten Namen von Flüssen. Im Jahr 1913 kam es sogar noch einmal zu einer Nachlieferung von vier weiteren S 5. Die Lokomotiven wurden ab 1906 als S 3 101–150 und ab 1912 als S 5 501–554 bezeichnet. Die Maschinen waren für den leichten und mittelschweren Schnellzugdienst mit bis zu 240 t Wagengewicht auf längeren Strecken vorgesehen. Eingesetzt wurden sie vor den Expresszügen auf den Streckenabschnitten Straßburg–Avricourt zur damaligen französischen Grenze und Straßburg–Mülhausen. Die bei Schnellzügen in Elsaß-Lothringen übliche Durchschnittsgeschwindigkeit von 80 bis 90 km/h konnten sie dort leicht halten. Vor dem Ersten Weltkrieg waren alle Lokomotiven in Straßburg und Mülhausen stationiert, später kamen sie nach Metz, Saarburg i. L. und Saargemünd. Zwei der Lokomotiven blieben nach 1918 in Deutschland, der Rest wurde von der Réseau ferroviaire d’Alsace-Lorraine (AL) bis zum 1. März 1937 ausgemustert.
Die Lokomotiven erhielten Schlepptender der Bauart 2'2' T 18.
| Fabriknr. Grafenstaden | Baujahr | Betriebsnummern bis 1906 (A 18) | Betriebsnummern ab 1906 (S 3) | Betriebsnummern ab 1912 (S 5) |
| ---------------------- | ------- | ------------------------------- | ----------------------------- | ----------------------------- |
| 5254–5260              | 1902    | 844–850                         | 101–107                       | 501–507                       |
| 5302–5315              | 1903    | 851–864                         | 108–121                       | 508–521                       |
| 5344–5366              | 1903    | 916–938                         | 122–144                       | 522–544                       |
| 5391–5396              | 1904    | 987–992                         | 145–150                       | 545–550                       |
| 6704–6707              | 1913    | —                               | —                             | 551–554                       |